# Pygora nigrofasciculata
Pygora nigrofasciculata är en skalbaggsart som beskrevs av Moser 1907. Pygora nigrofasciculata ingår i släktet Pygora och familjen Cetoniidae. Inga underarter finns listade i Catalogue of Life.